# Élections législatives autrichiennes de 1930
Les élections législatives autrichiennes de 1930 ont lieu le 9 novembre 1930.
Elles se traduisent par une victoire du parti social-démocrate qui remporte 72 sièges sur 165, avec un taux de participation de 90,2%.
Elles constituent la dernière élection parlementaire démocratique avant le régime austrofasciste de 1934, puis l'Anschluss en 1938.